# Limeshain
Limeshain este o comună în districtul Wetteraukreis, landul Hessa, Germania. Limeshain se află 32 de km nord-est de Frankfurt pe Main și 12 km vest de Büdingen.

## Geografie

### Comune vecinate
Limeshain este delimitat în nord și vest de comuna Altenstadt, în est de orașul Büdingen, în sud-est de comuna Limeshain (amândoi se află la fel ca Limeshain în districtul Wetteraukreis), în sud-est de comuna Hammersbach (districtul Main-Kinzig-Kreis) și în sud-vest de orașul Nidderau (Main-Kinzig-Kreis).

### Subdiviziune
Comuna Limeshain este subîmpărțită în trei sate: Hainchen, Himbach și Rommelhausen.

## Istorie

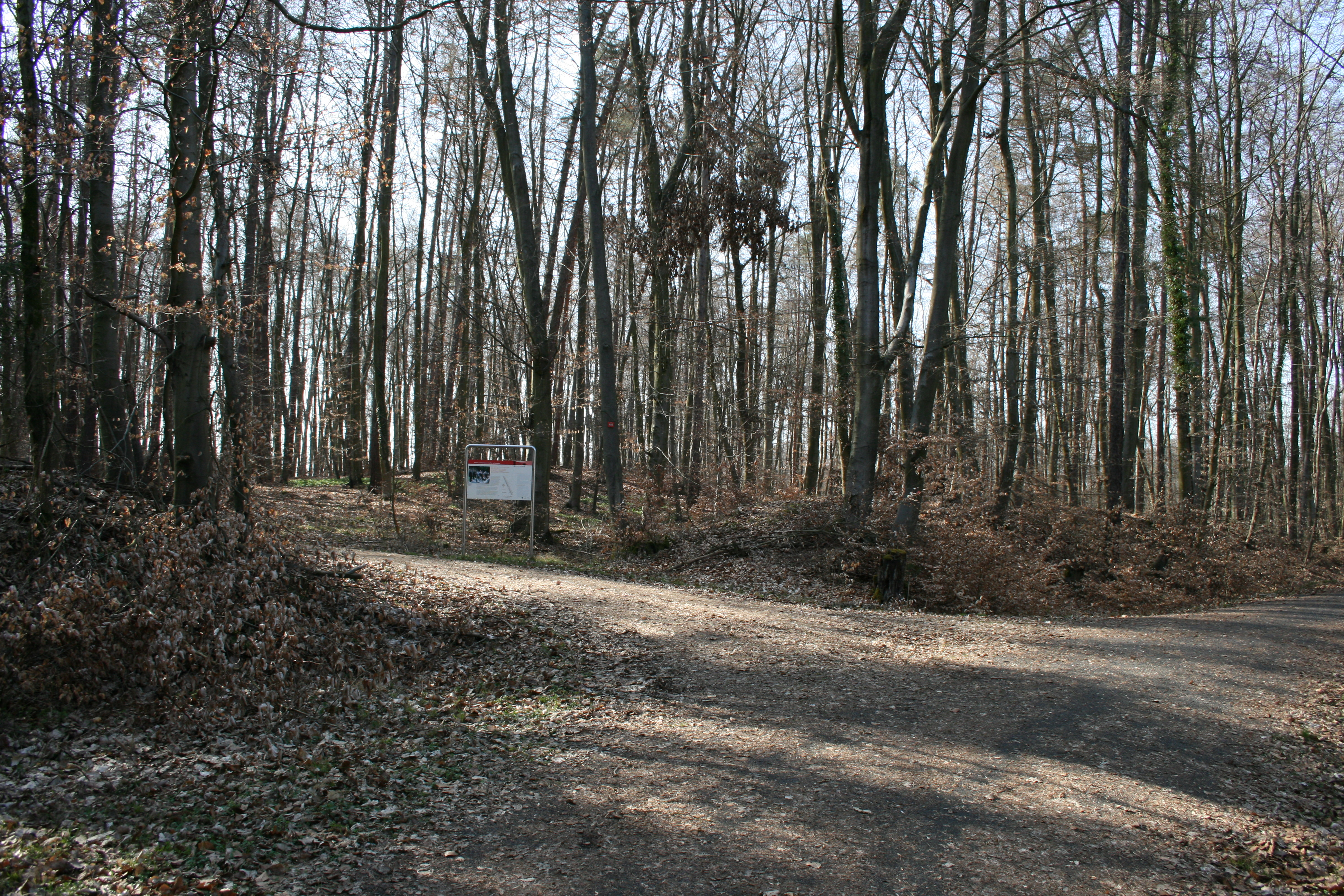
Colina unde a stat castrul "Auf dem Buchkopf" (în spate de semnul

- Pe suprafața comunei Limeshain a trecut pe timpul romanilor limesul german-raetic.
- Pentru prima oară localitatea Rommelhausen a fost documentată în anul 930 d.Hr., Himbach în 1057 și Hainchen în 1367.[2]
- Comuna "Limeshain" s-a format în 1972 prin o reformă rurală în landul Hessa. Administrația comunei se află în localitatea Himbach. Cu doar 12,52 km² Limeshain este cea mai mică comună al districtului Wetteraukreis.

## Politică

### Alegeri comunale
Rezultatul alegerilor comunale de la 27. martie 2011:,
| Partid                      | Partid                                      | % 2011 | Consilieri 2011 | % 2006 | Consilieri 2006 | % 2001 | Consilieri 2001 |
| SPD                         | Sozialdemokratische Partei Deutschlands     | 55,0   | 15              | 51,7   | 14              | 52,5   | 14              |
| CDU                         | Christlich Demokratische Union Deutschlands | 17,6   | 5               | 22,7   | 6               | 22,4   | 6               |
| FWG                         | Freie Wählergemeinschaft Limeshain          | 15,2   | 4               | 25,6   | 7               | 25,1   | 7               |
| GRÜNE                       | Bündnis 90/Die Grünen                       | 12,2   | 3               | —      | —               | —      | —               |
| Total                       | Total                                       | 100,0  | 27              | 100,0  | 27              | 100,0  | 27              |
| Participare la alegeri în % | Participare la alegeri în %                 | 46,0   | 46,0            | 44,0   | 44,0            | 49,8   | 49,8            |

### Primar
Rezultatele alegerilor de primar în Limeshain:
| An                          | Candidat                    | Partid | Rezultat în % |
| 27.01.2008                  | Adolf Ludwig                | SPD    | 89,7          |
| Participare la alegeri în % | Participare la alegeri în % | 64,9   | 64,9          |
| 14.04.2002                  | Adolf Ludwig                | SPD    | 92,1          |
| Participare la alegeri în % | Participare la alegeri în % | 34,3   | 34,3          |
| 16.06.1996                  | Klaus Hühn                  | SPD    | 88,2          |
| Participare la alegeri în % | Participare la alegeri în % | 46,1   | 46,1          |

## Obiective turistice
- Limesul german-raetic în pădurea de Rommelhausen cu castrul roman "Auf dem Buchkopf"
- Tumuli în pădurea de Rommelhausen (2.000 - 1.500 î.Hr.)

## Infrastructură
Prin Limeshain trec drumurile landului L 3189, L 3191 și L 3347 și autostrada A 45 (Gießen - Hanau). Limeshain nu are o ieșire propriă, dar se poate folosi ieșirea Altenstadt sau ieșirea Hammersbach care sunt aproape de comuna.